# هدر لیند
هدر لیند (انگلیسی: Heather Lind؛ زادهٔ ۲۲ مارس ۱۹۸۳) بازیگر اهل ایالات متحده آمریکا است.
از فیلم‌ها یا برنامه‌های تلویزیونی که وی در آن نقش داشته‌است، می‌توان به ویرانی، دلبر آمریکا، شلیک مرگ، سرقت ماشین‌ها و امپراتوری بوردواک اشاره کرد.